# Tapiena cerciata
Tapiena cerciata är en insektsart som beskrevs av Morgan Hebard 1922. Tapiena cerciata ingår i släktet Tapiena och familjen vårtbitare. Inga underarter finns listade i Catalogue of Life.